# ČKD
ČKD Praha Holding, a.s. war ein tschechischer Industriekonzern im Maschinenbau mit Sitz in Prag. Das Unternehmen betätigte sich mit seinen Divisionen in der Vergangenheit als Maschinenbauer. ČKD war Ausrüster für elektrische Anlagen, Hersteller von Schienenfahrzeugen, Dieselmotoren und Getrieben. Daneben betätigte sich das Unternehmen mit dem Bau von Kranen und Kompressoren. Die Abkürzung ČKD steht für Českomoravská-Kolben-Daněk, diese Bezeichnung wurde zuletzt nicht mehr verwendet. Zu Höchstzeiten als Staatsbetrieb in der sozialistischen Tschechoslowakei waren bei ČKD rund 50.000 Personen beschäftigt. Nach der Samtenen Revolution wurde das Kombinat in einen Konzern umgewandelt. Durch den Wegfall der bisherigen Märkte und eine suboptimal durchgeführte Privatisierung sind weite Bestandteile von ČKD untergegangen. Gegenwärtig bestehen nur vereinzelte kleine Unternehmen, die ČKD im Namen tragen und sich in unterschiedlichen Eigentumsverhältnissen befinden.
Seit Dezember 2013 ist ČKD Praha Holding das Eigentum von ČKD Asset, a.s., deren einziger Aktionär ist die britische Hanbury Finance Limited mit dem tschechischen Unternehmer Petr Speychal als Eigentümer.

## Geschichte

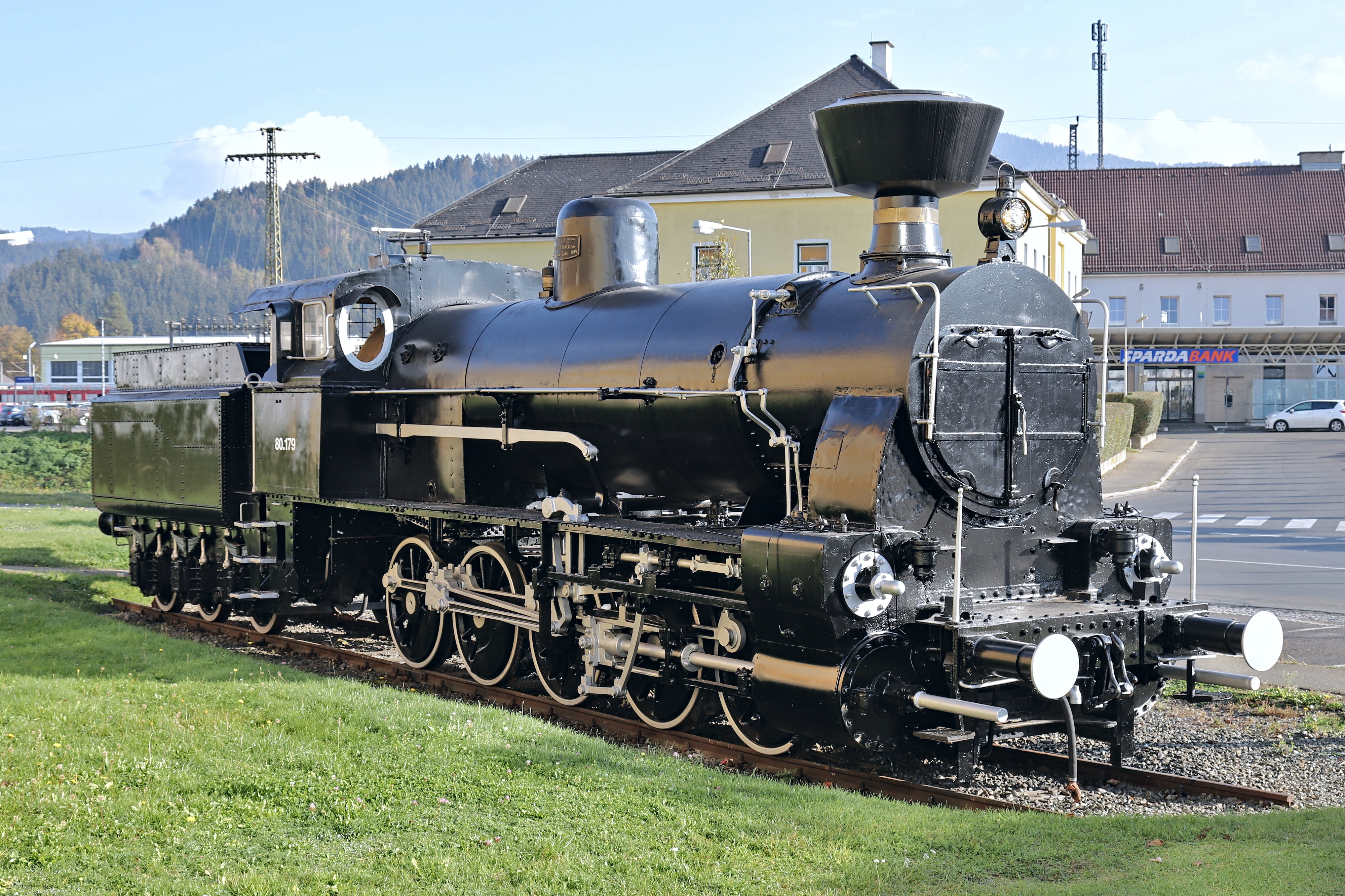
Güterzuglok kkStB 80.179 (Breitfeld & Danek Fabriknr. 37/1914)

### Gründung
Das Unternehmen entstand 1927 aus der Fusion von drei Unternehmen, die bereits zuvor kooperierten:
- První česko-moravská továrna na stroje v Praze, a.s., vorm. Erste Böhmisch-Mährische Maschinenfabrik in Prag, gegründet 1871, baute vor allem Lokomotiven, Chemiewerke und große Stahlkonstruktionen. 1907 gründete sie gemeinsam mit der Waggonfabrik Ringhoffer den Automobilbauer Praga. Das Unternehmen baute 1891 beispielsweise den Aussichtsturm Petřín sowie den Industriepalast auf dem Prager Ausstellungsgelände. Um 1900 begann der Bau von Schienenfahrzeugen.

- Kolben a spol, a.s. (Kolben & Co.), von Emil Kolben 1896 gegründet. 1898 schloss sie sich mit der Gesellschaft Pražská a.s. zur Gesellschaft Elektrotechnická a. s. zusammen. Im Jahr 1921 vereinigte sich Elektrotechnická a.s mit der Firma První česko-moravská továrna na stroje v Praze, a.s. (siehe oben) zur Gesellschaft Českomoravská – Kolben, a.s. Gebaut wurde die technische Ausrüstung für Wasserkraftwerke.

- Daněk a spol, a.s. (Daněk & Co.), wurde von 1854 von Čeněk Daněk gegründet. 1872 schloss sie sich mit der Firma Breitfeld & Evans zur Gesellschaft Akciová společnost, dříve Breitfeld, Daněk a spol. (deutsch Breitfeld & Danek) zusammen. Hergestellt wurde die Ausstattung für Bergwerke und die Lebensmittelindustrie. Dieses Unternehmen stellte zwischen 1926 und 1927 Automobile unter dem Markennamen BD her.[1]

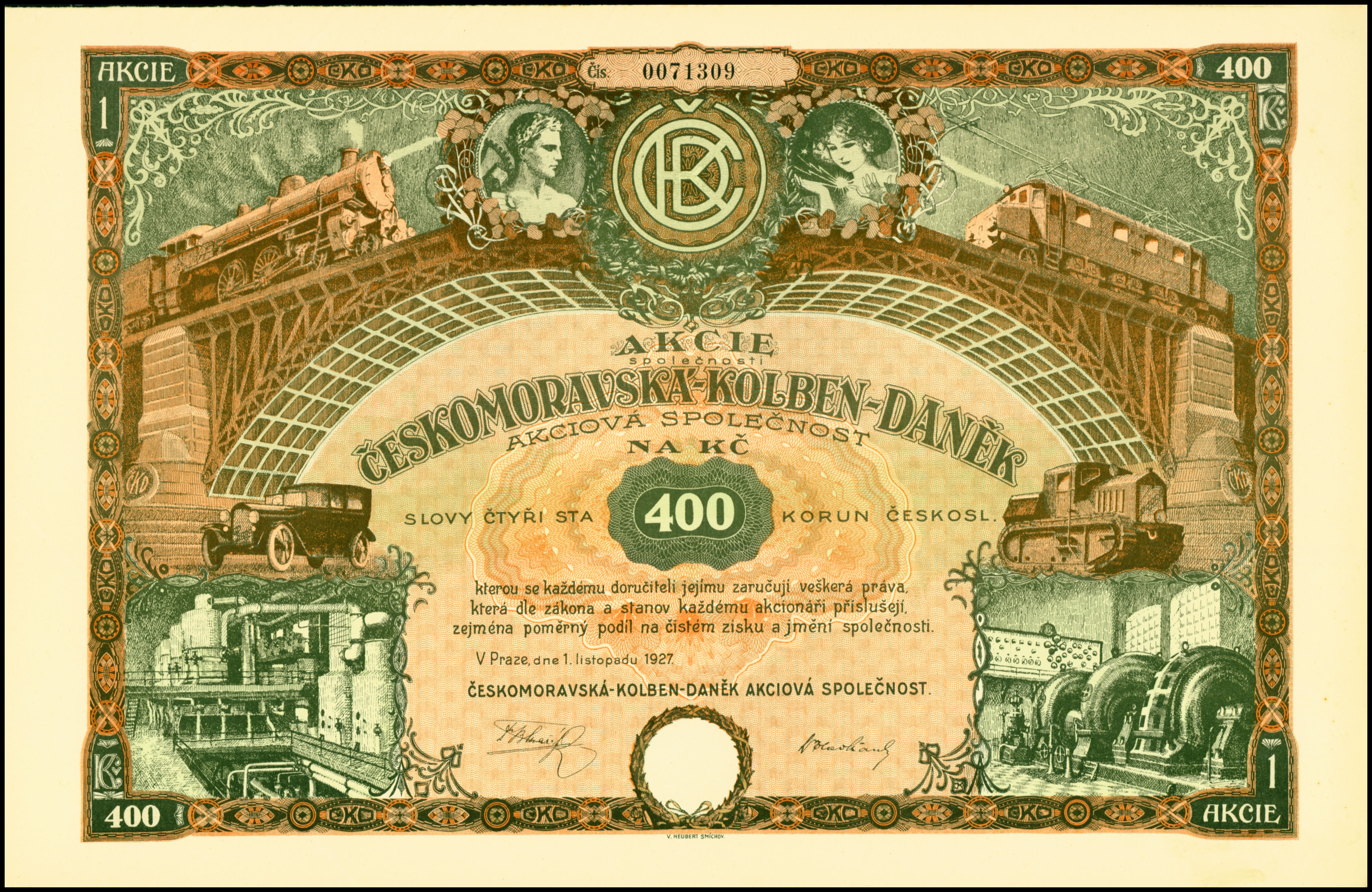
Aktie über 400 Kronen der Českomoravská-Kolben-Daněk vom 1. November 1927

Im Jahr 1927 vereinigten sich dann Českomoravská-Kolben, a.s. und Akciové společnosti, dříve Breitfeld, Daněk a spol. zur Gesellschaft Českomoravská-Kolben-Daněk, a.s. In dieser Gesellschaft waren 12.000 Arbeitnehmer beschäftigt. Leiter des Konglomerats war Emil Kolben.
Im Vergleich mit dem Konkurrenten Škoda in Pilsen war Českomoravská-Kolben-Daněk, a.s. zwar nach wie vor kleiner, aber wettbewerbsfähiger und versorgte nicht nur die Tschechoslowakischen Staatsbahnen (ČSD), sondern auch zahlreiche Industrieunternehmen mit Dampfmaschinen. Das Unternehmen hatte ein sehr breit aufgebautes Sortiment. Der Slogan lautete: „Wir produzieren alles, von der Stecknadel bis hin zur Lokomotive“
Im Jahr 1930 startete das Unternehmen unter der Division ČKD-Praga auch den Flugzeugbau. Ab 1932 hatte Kolbens Unternehmen einen wesentlichen Anteil an der Elektrifizierung des slowakischen Teils der Tschechoslowakei.

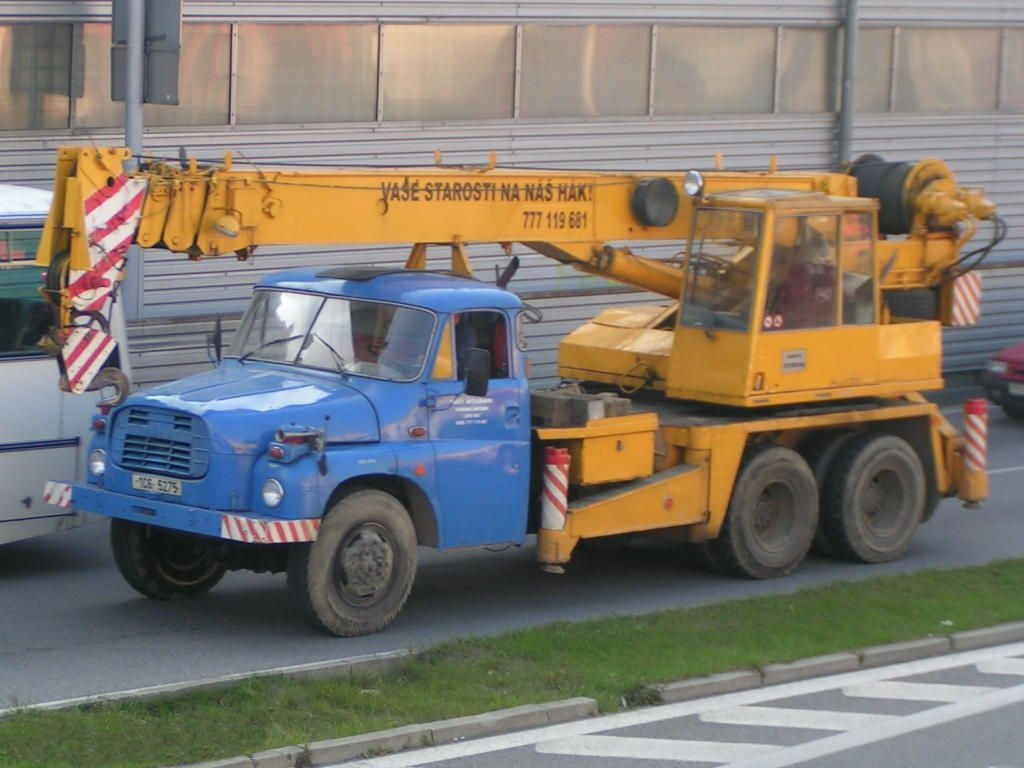
Tatra 148 mit ČKD-Kranaufbau

Ab Beginn der 1930er Jahre begann man auch im Rüstungsbereich aktiv zu werden. Die Tschechoslowakei strebte seit ihrer Unabhängigkeitserklärung im Jahr 1918 von Österreich-Ungarn nach Eigenständigkeit bei der Ausrüstung ihrer Streitkräfte und Versorgung mit Industriegütern. So wurde von ČKD eine Lizenz für die Fertigung der zu dieser Zeit international im Markt erfolgreichen Tankette Carden-Loyd Mk. VI. erworben und die tschechoslowakische Armee bestellte 1933 siebzig eines von ČKD verbesserten Modells, die Tancik vz. 33. Nachdem man erfolglos versuchte, das gleiche Fahrzeug Jugoslawien und Rumänien zu verkaufen, entschied man sich dafür, künftig eigene Tanketten-Modelle und leichte Panzer zu entwickeln. Ab 1935 gehörten dann auch Panzer zum regulären Sortiment. Kommerzielle Erfolge waren die Modelle Export-Tankette AH-IV, der leichte Panzer P-II (50 Stück) und insbesondere der TNH, der, als Panzerkampfwagen 38 (t), in großer Stückzahl für die deutsche Wehrmacht gebaut wurde.

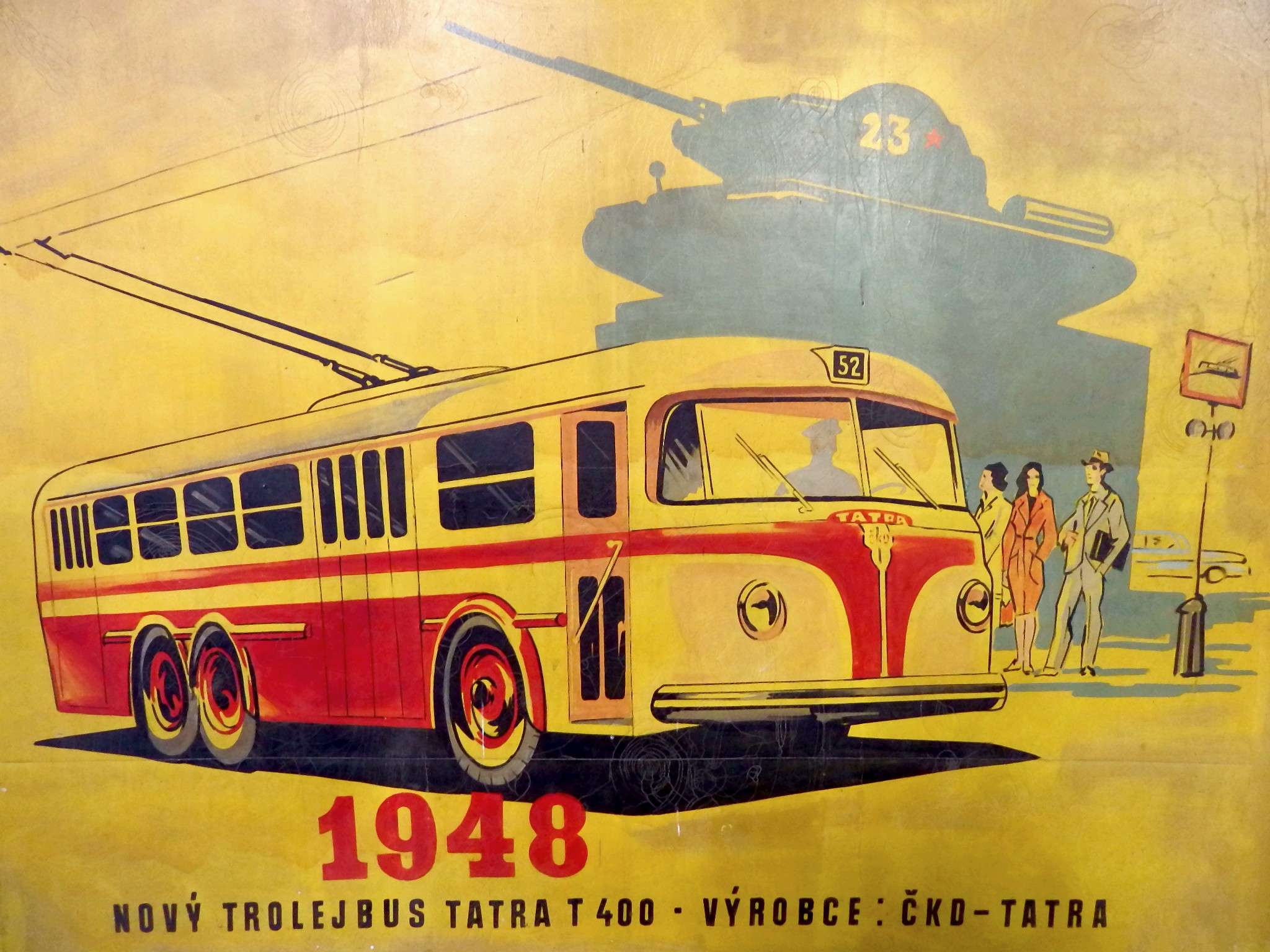
Reklame für den ab 1948 gemeinsam mit Tatra als Zulieferer der Karosserie hergestellten Oberleitungsbustyp Tatra T 400

Gebaut wurden Dampflokomotiven und Verbrennungstriebwagen. Es entstanden auch vereinzelt Elektroloks wie die Reihe 407.0 für den Prager Knoten mit Akkumulatorantrieb. Mit dem Motortriebwagen der Reihe ČSD M 260.001 stellte ČKD im Frühjahr 1939 ein modern konzipiertes, prestigeträchtiges Fahrzeug in Konkurrenz zur Reihe ČSD M 290 auf die Schienen. Wegen der noch im gleichen Jahr folgenden Ereignisse blieb es bei dem Einzelstück ohne weitere Entwicklungen.
Mit dem Praga TOT wurde der erste Oberleitungsbus des Unternehmens im Jahr 1936 in Prag in Betrieb genommen. Bis 1939 wurden elf weitere dieser Oberleitungsbusse für das 1936 errichtete O-Bus-Netz Prags hergestellt.

### Deutsche Besetzung
Mit der Zerschlagung der Tschechoslowakei und Besetzung durch Deutschland wurde das Unternehmen in Böhmisch-Mährische Maschinenfabrik AG im Protektorat Böhmen und Mähren umbenannt und die Eigentumsverhältnisse neu geordnet. Der Hauptaktionär und Leiter des Großkonzerns, Emil Kolben,  war jüdischer Herkunft und musste von ČKD zunächst zurücktreten und später seine Anteile verkaufen. Im Alter von 80 Jahren wurde er 1940 ins KZ Theresienstadt deportiert und starb dort wenige Tage später.
Das Deutsche Reich hatte damit Zugriff auf neue Technologien und Kapazitäten für die Aufrüstung der Wehrmacht. Die bekanntesten Rüstungsgüter dieser Zeit waren ein vom Unternehmen selbst entwickelter leichter Panzer – der Panzer 38(t) – und der Jagdpanzer 38, der auf den gleichen Fahrwerks- und Antriebskomponenten basierte. Hierdurch kam es zu einem gewaltigen Kraftzuwachs des deutschen Militärpotentials. Die Tschechoslowakei galt damals als ein Land mit starker und fortschrittlicher Maschinenbauindustrie.

### Verstaatlichung
Nach dem Ende des Zweiten Weltkrieges wurde ČKD im Jahr 1945 als Staatsbetrieb der Tschechoslowakei wiederhergestellt. Die Struktur von ČKD änderte sich mit Einführung der Planwirtschaft wiederholt. Hierbei wurden zahlreiche Betriebe, verteilt über die ganze Republik, eingegliedert. Ab der ersten Hälfte der 1960er Jahre hieß der Staatsbetrieb ČKD Praha mit unterschiedlichen Rechtsformen. 1963 wurde zum Kombinat ČKD der Waggon- und Straßenbahnhersteller Vagonka Tatra Smíchov n.p. unter dem neuen Namen ČKD Tatra n.p. hinzugefügt.
Zwischen 1946 und 1990 waren in den Fabriken von ČKD bis zu 50.000 Arbeiter beschäftigt. Zur umfangreichen Produktpalette gehörten Lokomotiven, Krane, elektrische Maschinen, Kompressoren und Thyristoren. Bekanntheit erlangte ČKD aber vor allem durch die in großer Stückzahl gebauten Tatra-Straßenbahnen, die bei ČKD Tatra im Prager Stadtteil Smíchov gefertigt wurden. Bekanntester Straßenbahnwagentyp ist der Tatra T3. Neben dem Hauptabnehmer Sowjetunion wurden Tatra-Straßenbahnwagen insbesondere in der Tschechoslowakei eingesetzt. Von 1951 bis 2003 stellte ČKD rund 20.000 Fahrzeuge für Straßenbahnbetriebe in der Deutschen Demokratischen Republik, Jugoslawien und Ungarn her. Außerhalb Europas wurden die Fahrzeuge auch nach Ägypten und Nordkorea geliefert.
Ein weiteres Haupteinnahmegebiet war der Lokomotivbau. Von 1950 bis 1955 baute ČKD in Prag 60 Dampflokomotiven der ČSD-Baureihe 477.0. Die Tschechoslowakische Staatsbahn folgte dem Trend der europäischen Eisenbahnen und stellte auf Diesel- und Elektrolokomotiven um. Während sich Škoda auf Elektrolokomotiven und Vagónka Studénka auf Triebzüge spezialisieren musste, erhielt ČKD den Auftrag, Diesellokomotiven zu bauen. Zunächst konzentrierte sich die Lokomotivfabrik ab 1956 auf den Bau kleiner Rangierlokomotiven wie die Reihe T 211.0 mit einer Menge von über 800 Stück, die teilweise auch in den Export gingen.

### Privatisierung, Aufteilung und Untergang
Nach 1990 war die Situation der Firma schwieriger geworden, weswegen sie in der Folge in mehrere Firmen aufgeteilt wurde. 2004 haben sich diese Gesellschaften teilweise wieder unter der Holding Skupina ČKD Praha (Gruppe ČKD Prag) zusammengeschlossen. Mitglieder der Gruppe waren (2006): ČKD PRAHA DIZ, a.s., ČKD NOVÉ ENERGO, a.s., ČKD ELEKTROTECHNIKA, a.s., Polovodiče, a.s. und ETT ENERGETIKA, a.s.